# Enaphalodes niveitectus
Enaphalodes niveitectus är en skalbaggsart som först beskrevs av Schaeffer 1905.  Enaphalodes niveitectus ingår i släktet Enaphalodes och familjen långhorningar. Inga underarter finns listade i Catalogue of Life.